# تومو سوغاوارا
تومو سوغاوارا (باليابانية: 菅原 智) (مواليد 3 يونيو 1976)، هو لاعب كرة قدم ياباني سابق كان يلعب كلاعب وسط.

## وصلات خارجية
- تومو سوغاوارا على موقع رابطة كرة القدم اليابانية للمحترفين (اليابانية)
- تومو سوغاوارا على موقع قاعدة بيانات كرة القدم.إي يو (الإنجليزية)
- تومو سوغاوارا على موقع Soccerway.com (الإنجليزية)
- تومو سوغاوارا على موقع عالم كرة القدم.نت (الإنجليزية)
- تومو سوغاوارا على موقع كووورة